# 김교홍 (일제 강점기)
김교홍(金敎鴻, ? - ?)은 대한민국의 정치인, 공무원이다.

## 약력
- 1946년 12월 2일 ~ 1947년 3월 7일 동대문구청장
- 1949년 2월 12일 ~ 1950년 11월 24일 영등포구청장
- 1950년 11월 24일 ~ 1954년 3월 16일 종로구청장
- 1954년 3월 16일 ~ 1956년 9월 19일 성북구청장
- 1956년 9월 19일 의원면직
- 1956년 9월 22일 ~ 운수사업청장, 지방이사관